# Globala gymnasiet

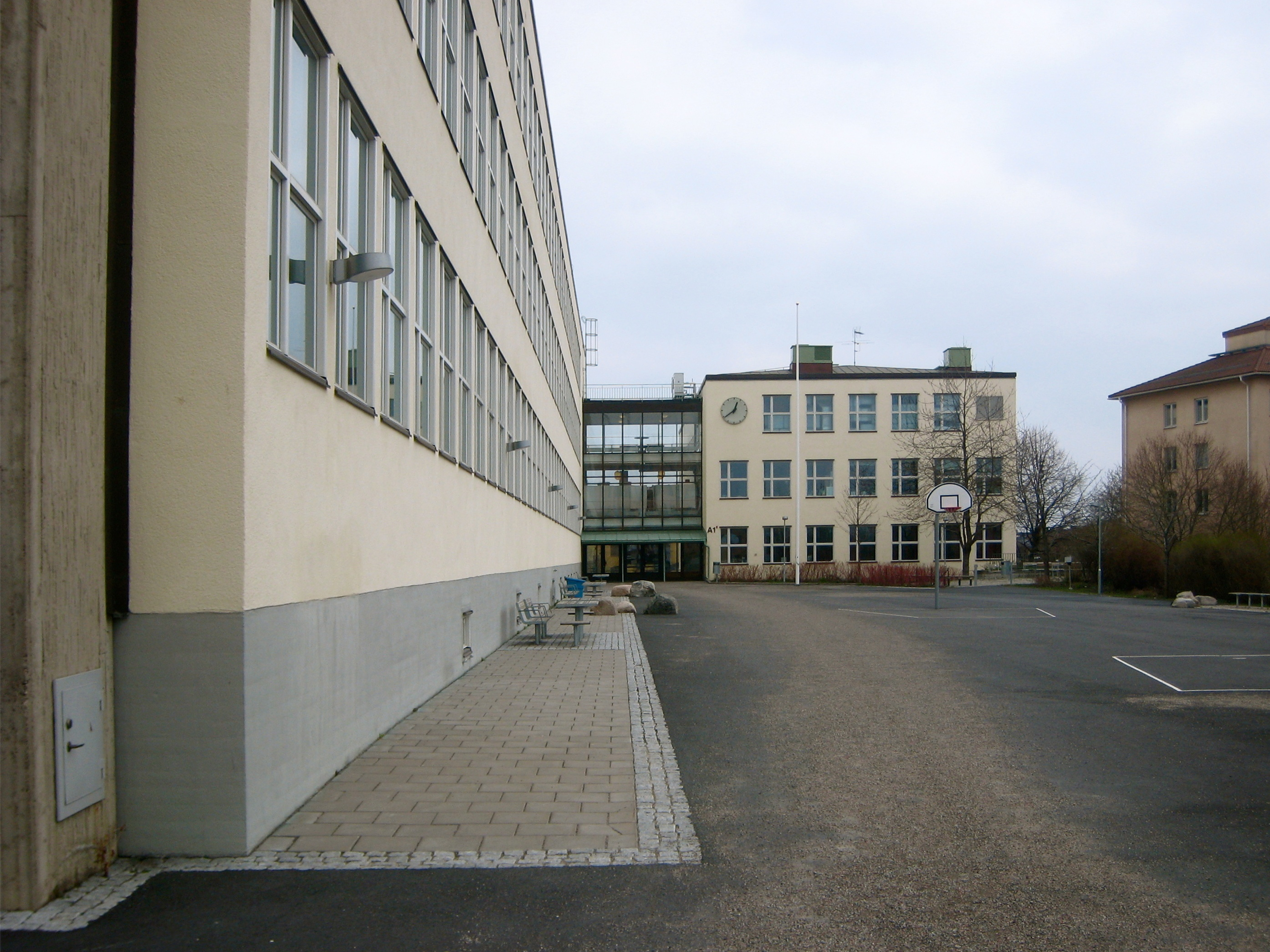
Huvudbyggnaden med trapphuset och den östra flygeln till höger.

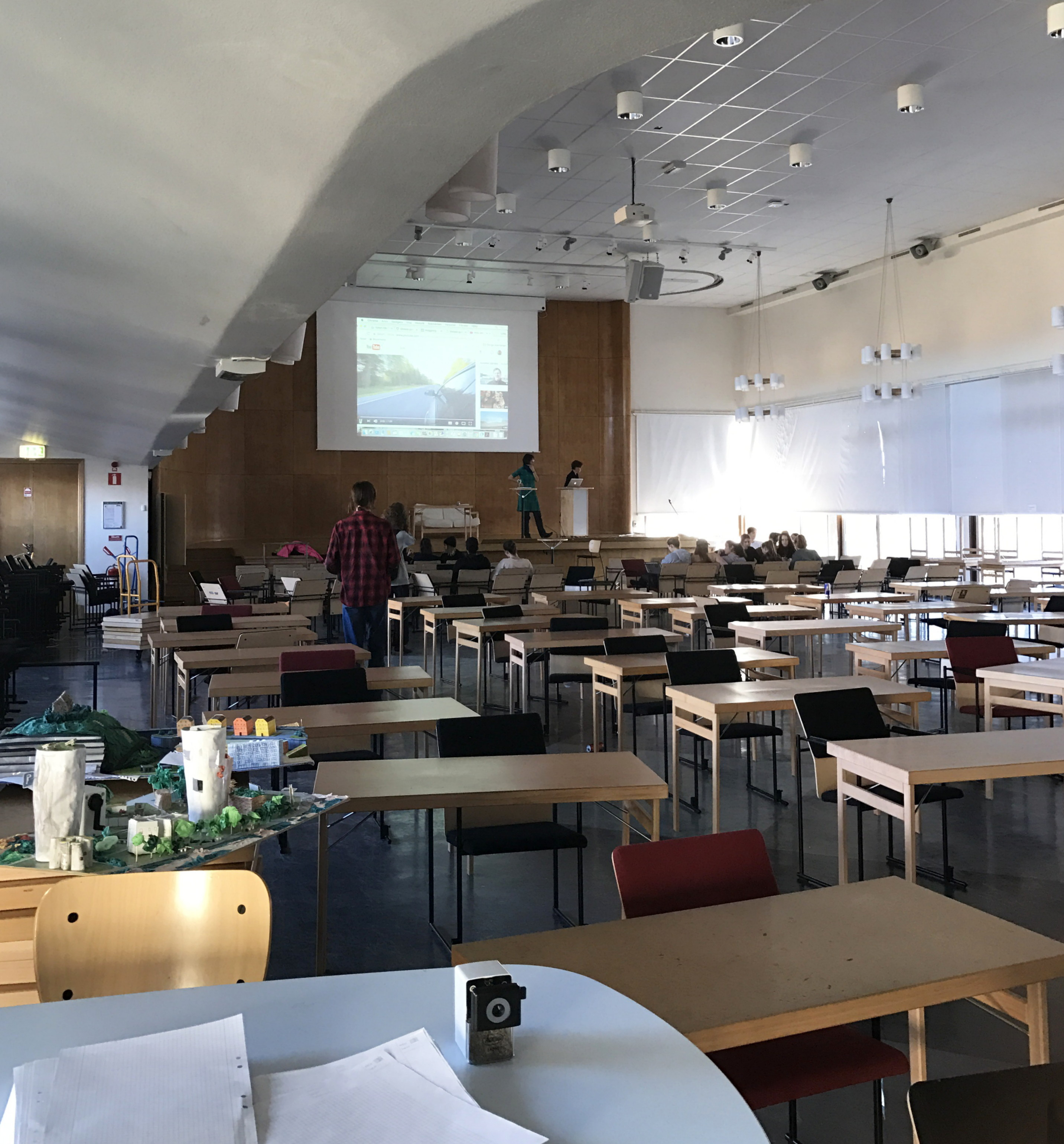
Skolans Aula som ligger på plan 3.

Globala gymnasiet är en kommunal gymnasieskola vid Hornsgatan 93 på Södermalm i Stockholm som har fokus på lärande för hållbar utveckling.
Gymnasiet är inrymt i fastigheten Zinkendammsskolan.

## Om skolan
Skolan hade 2019 cirka 700 elever och 60 anställda. Globala gymnasiet har varit finalist till Kunskapspriset år 2008, 2009 och 2010 och fått pris för sitt hållbarhetsarbete.
Skolan är också den enda skolan i Stockholms stad som har en helt vegetarisk lunchmeny. Skolan har också flera lärare som forskar parallellt med sin undervisning på skolan.
Globala gymnasiet erbjuder också sina elever att läsa universitetskurser. Elevkåren på skolan är fristående, och utövar elevdemokrati. Till elevkåren finns ett tillhörande TikTok-konto som varit aktivt sedan maj 2022.
Skolan har en elevtidning vid namn Globalt Perspektiv som publicerats regelbundet sedan 2014.

### Skolans program
- Estetiska programmet (Inriktning estetik och media med samhällsprofil)[1]
- Ekonomiprogrammet (Inriktning ekonomi, profil globalt entreprenörskap, etablerat höstterminen 2018)[13]
- Naturvetenskapsprogrammet (inriktning naturvetenskap och samhälle)[1]
- Samhällsvetenskapsprogrammet (Global profil - spets)[9][8]
- Språkintroduktion, så kallad SPRI.[1]

## Globala gymnasiets historia
Globala gymnasiet startades läsåret 2003 av bland andra Lars Benon, som i början även var rektor på skolan, med ett specialutformat samhällsvetenskapligt program.
Skolan inrymdes först på Stigbergsgatan och senare på Klarabergsviadukten.
Under 2006 beslutade Utbildningsnämnden att den f.d. Zinkensdammsskolan skulle byggas om för att passa verksamheten. Bygget stod färdigt i januari 2008.
Under 2007–2008 utvidgades verksamheten till att ta in 176 elever på tre program; SP Global, SP Bild och NV Hälsa och miljö.
2009 valdes Globala Gymnasiet ut som en av tio skolor i landet som fick dispens för att upprätta elitklasser med teoretisk inriktning. Försöket pågick fram till 2014.
Sedan läsåret 2011/2012 – efter den nya skolreformen – erbjuder skolan ES, NV och SP, samt EK sedan höstterminen 2018.
2022 belönades Globala Gymnasiets lärare Katrin Bienzle Arruda med Kungliga Vitterhets Historie och Antikvitets Akademiens pris för berömvärd lärargärning inom skolväsendet.
Under 2022 blev skolans rektor Jenny Hyenstrand utsedd till Årets gymnasierektor.

## Kända alumner
- Greta Thunberg - Klimataktivist, opinionsbildare, trefaldig hedersdoktor, nominerad till Nobels fredspris, Time Magazines person of the year (2019) och så vidare.[20][21][22][23][24][25]

## Byggnad

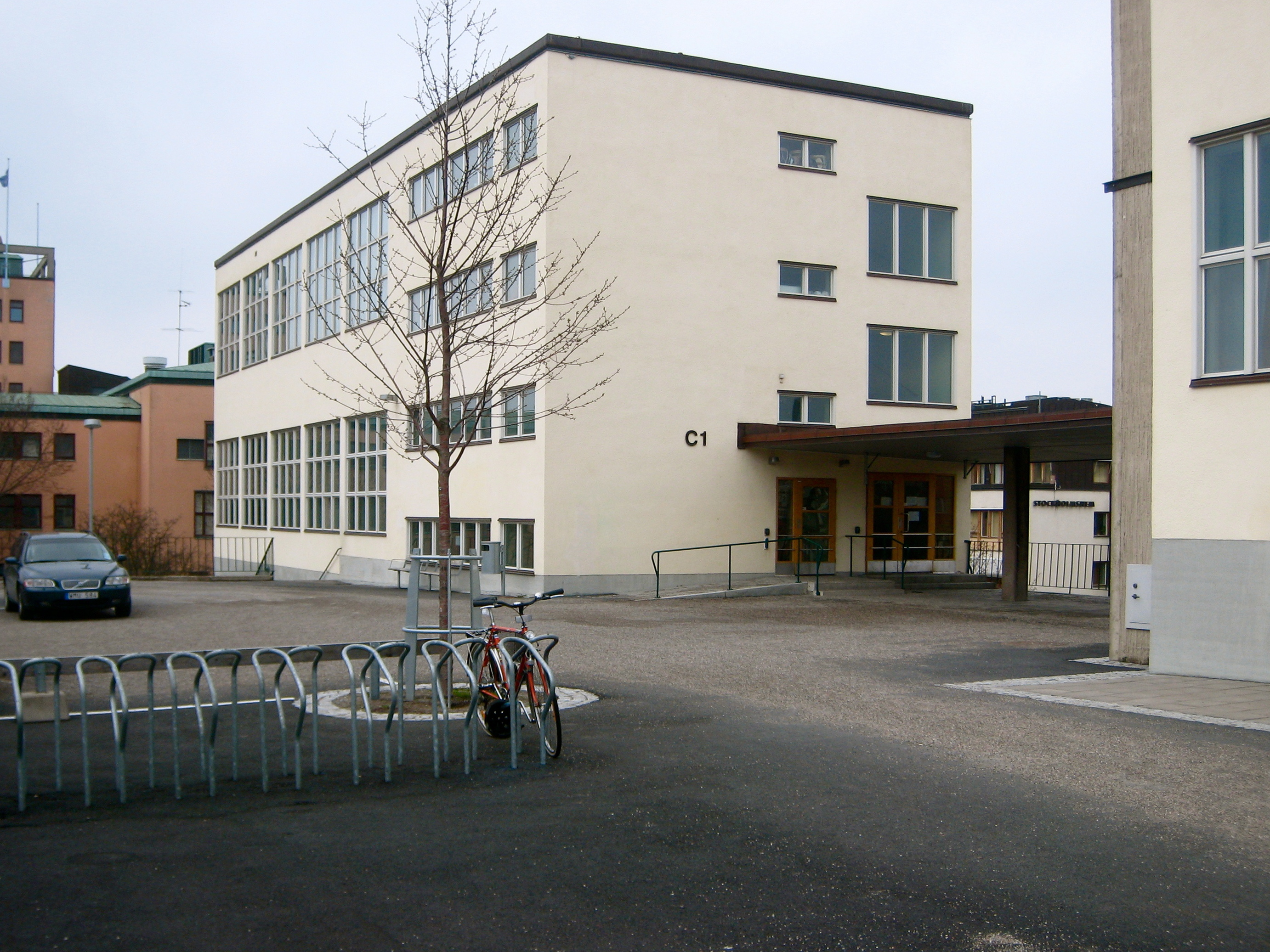
Den västra flygeln med gymnastiksalen.

Gymnasiet är inrymt i fastigheten Zinkendammsskolan vid Hornsgatan västra del. Byggnaden ritades av arkitekten Paul Hedqvist i stram funktionalistisk stil och invigdes 1936 som Stockholms stads södra kommunala mellanskola. Fastigheten består av en huvudbyggnad och två flyglar. Den östra flygeln utgörs av en parallell byggnadskropp som är förbunden med huvudbyggnaden genom ett glasat trapphus. Den västra flygeln utgör en fristående förlängning av huvudbyggnaden och inrymmer en gymnastiksal och en dansstudio.

## NDB-sändare
På taket av byggnaden finns en radiofyr för NDB med igenkänningssignalen "OU" som sänder på 322 kHz.

## Tidigare namn på skolan
- Stockholms stads södra kommunala mellanskola (1936–1948).
- Högalids samrealskola (1948–1964).
- Zinkensdammsskolan (1967–1991).
- Zinkensdamms vuxengymnasium/grundvux (1992–1996).
- Fogelströmska gymnasiet, Individuella programmet (1998–2005).